# 4018 Bratislava
A 4018 Bratislava (ideiglenes jelöléssel 1980 YM) a Naprendszer kisbolygóövében található aszteroida. Antonín Mrkos fedezte fel 1980. december 30-án.